# サーブリッグ

18 サーブリッグ

サーブリッグ (Therblig) は、フランク・ギルブレスとリリアン・ギルブレスが考案した、手作業の最小単位である18種類の動作 (motion)。1915年にフランク・ギルブレスが考案したときは、16種類の動作だった。
サーブリッグは、考案者ギルブレスの英語の綴り Gilbreth を逆から読んだもの（ただし、語尾の th は一体としている）。JIS Z 8141（生産管理用語）では、番号 5208「サーブリッグ」と濁音になっている。しかし、サーブリックと末尾を清音で書くことも多い。

## 18の基本要素
ギルブレスは、建設業のレンガ積み作業の動作研究などを通じて18の基本要素を定めた。それらの動作を3つに分類している。

### 第1類
主として上肢で行い作業に必要な8動作
- 延ばす
- つかむ
- 運ぶ
- 放す
- 位置を決める
- 使用する
- 組み立てる
- 分解する

### 第2類
主として感覚器官、頭脳で行い作業を遅らせる5動作
- 探す
- 選ぶ
- 調べる
- 考える
- 用意する

### 第3類
作業に不必要な5動作
- 見出す[3]
- つかみ続ける
- 避け得ぬ遅れ
- 避け得る遅れ
- 休む

ただし、「見出す」は第2類の「探す」と同義であり、ほとんど使われない。これを除けば、基本要素は17になる。